# Hans von Rosen
Hans Robert von Rosen (ur. 8 sierpnia 1888 w Sztokholmie, zm. 2 września 1952 w Lindö) – szwedzki jeździec sportowy. Trzykrotny medalista olimpijski. 
Brał udział w dwóch igrzyskach na przestrzeni ośmiu lat, rozdzielonych I wojną światową (IO 12, IO 20), na obu zdobywał medale. Startował w ujeżdżeniu i skokach przez przeszkody. W skokach wywalczył dwa złote medale w drużynie, w 1920 dołożył brąz w konkursie indywidualnym ujeżdżenia.